# Флетчер, Джон Гулд
Джон Гулд Флетчер (англ. John Gould Fletcher; 3 января 1886, Литл-Рок — 20 мая 1950 или 10 мая 1950, Литл-Рок) — американский писатель и поэт-имажист, лауреат Пулитцеровской премии.

## Биография
Флетчер родился в городе Литл-Роке в респектабельной семье. После учёбы в Академии Филлипса, Флетчер продолжил образование в Гарвардском университете с 1903 по 1907 годы.
Большую часть своей жизни Флетчер прожил в Англии. Живя в Европе, Флетчер сошёлся с Эми Лоуэлл, Эзрой Паундом и другими поэтами-имажистами. Здесь же у него начался роман с Флоренс Эмили Дэйзи Арбутнот, урождённой Гулд, которая на тот момент была замужней дамой, а отношения с Флетчером стали позднее причиной её развода. Флетчер и Арбутнот поженились 5 июля 1916 года, общих детей у них не родилось, но дети Флоренс от первого брака жили с ними.
Среди ранних произведений Флетчера отмечают «Irradiations: Sand and Spray» (1915) и «Goblins and Pagodas» (1916). В более поздний период творчества поэзии, Флетчер возвращается к традиционным поэтическим формам. Сюда относятся такие произведения, как «The Black Rock» (1928), поэтический сборник «Selected Poems» (1938), за который в 1939 году Флетчеру была присуждена Пулитцеровская премия, а также сборник «The Burning Mountain» (1946).
Позднее Флетчер вернулся в Арканзас, где его поэзия стала более традиционной для североамериканских штатов.
Флетчер страдал от депрессии. 20 мая 1950 он покончил с собой, утопившись в пруду недалеко от своего дома в Литл-Роке (Арканзас).